# Lipec
Lipec (en allemand : Lipetz) est une commune du district de Kolín, dans la région de Bohême-Centrale, en République tchèque. Sa population s'élevait à 197 habitants en 2020.

## Géographie
Lipec se trouve à 4,8 km au nord de Týnec nad Labem, à 13 km au nord-est de Kolín et à 67 km à l'est de Prague.
La commune est limitée par Radovesnice II au nord et à l'est, par Uhlířská Lhota à l'est, par Krakovany au sud, et par Němčice et Ohaře à l'ouest.

## Histoire
La première mention écrite de la localité date de 1409.

## Transports
Par la route, Lipec se trouve à 5,3 km de Týnec nad Labem, à 18 km de Kolín et à 77 km de Prague.